# Eenstipdikkopmot

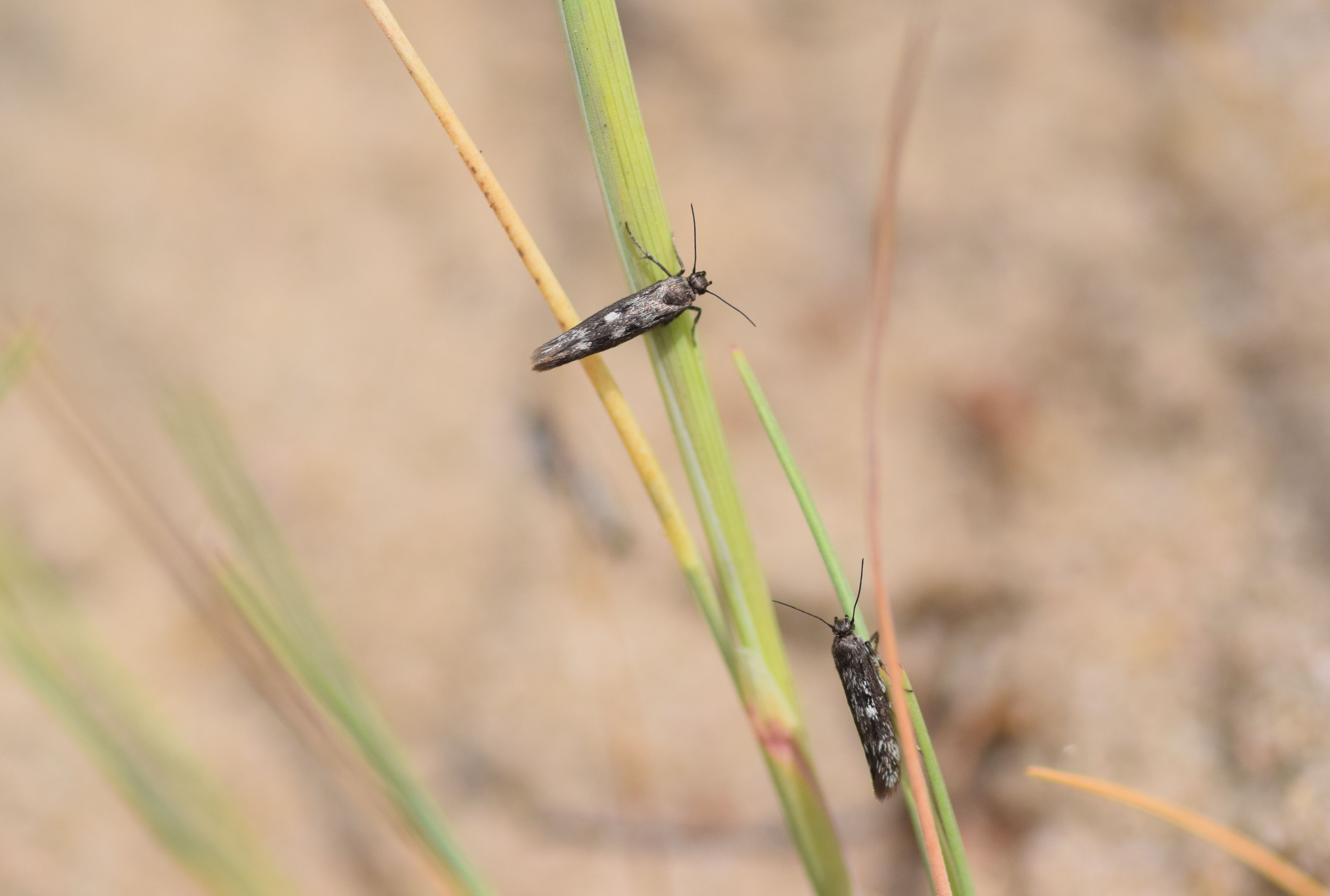
Eenstipdikkopmotten in de Soesterduinen

De eenstipdikkopmot (Scythris empetrella) is een vlinder uit de familie dikkopmotten (Scythrididae). De wetenschappelijke naam is voor het eerst geldig gepubliceerd in 1976 door Karsholt & Nielsen.
De soort komt voor in Europa.